# Garo (tijdschrift)
Garo (ガロ) was een maandelijks manga-tijdschrift in Japan. Het werd in 1964 opgericht door Katsuichi Nagai. Het tijdschrift publiceerde alternatieve en avant-garde manga's.

## Geschiedenis
Katsuichi Nagai richtte Garo op in juli 1964 met hulp van Sanpei Shirato. Het tijdschrift werd vernoemd naar een van Shirato's ninja-personages. De eerste reeks die in Garo uitgegeven werd was Shirato's ninjadrama The Legend of Kamui. Dit werk gaat over de klassenstrijd en antiautoritarisme en was zeer populair bij hogeschoolstudenten. Garo trok verschillende invloedrijke gekiga-artiesten aan, zoals Yoshihiro Tatsumi en Yoshiharu Tsuge, en lanceerde en promootte veel nieuwe mangaka.
Op het hoogtepunt in 1971 werden van Garo zo'n 80.000 exemplaren per deel uitgegeven. In de jaren zeventig en tachtig liep de populariteit van het tijdschrift echter terug. In 1985 werden er slechts zo'n 20.000 exemplaren per deel verkocht. Nagai hield het tijdschrift in stand tot in 1991. In dit jaar werd het verkocht aan een computerspelsoftwarebedrijf. Hoewel het tijdschrift een nieuwe hoofdredacteur kreeg en het nu reclame voor computerspellen gebaseerd op Garo-verhalen maakte, bleef Nagai bestuurslid tot zijn overlijden in 1996.
Na de verkoop van het tijdschrift verlieten veel trouwe Garo-mangaka het tijdschrift om zelf nieuwe anthologieën te stichten, zoals bijvoorbeeld AX. De publicatie van Garo werd stopgezet in 2002.

## Stijl en invloed
Garo was een zeer populair tijdschrift. Het inspireerde verschillende imitators zoals COM van Osamu Tezuka en Comic Baku.
In de loop der jaren onderging Garo verschillende artistieke fasen, waaronder Shirato's linkse samoerai-drama, abstracte kunst en surrealisme, erotic/grotesque en punk. Anders dan andere populaire anthologietijdschriften had Garo geen vaste thema's waaraan mangaka zich moesten houden. Het enige criterium was dat de inhoud interessant was en belangrijker dan de uiterlijke vorm.
Hoewel Garo nooit tot de belangrijkste tijdschriften werd gerekend, oefende het toch een grote invloed uit op de manga-industrie en de Japanse maatschappij. Veel kunstenaars die hun debuut maakten in Garo gingen later bij grote namen werken. De verhalen die in het tijdschrift gepubliceerd werden, werden regelmatig verfilmd. Hedendaagse Japanse grafische vormgevers hebben veel te danken aan een aantal Garo-artiesten, zoals King Terry, Seiichi Hayashi en Shigeru Tamura. In 1994 organiseerde het stadsmuseum van Kawasaki een tentoonstelling met werk van Garo-alumni.

## Garo in het Engels
Zowel commerciële mangavertalers als scanlators (liefhebbers die onofficiële vertalingen maken van manga's) gaan zelden aan de slag met werk uit Garo. Een aantal Garo-verhalen werden echter vertaald. In 2008 publiceerde uitgeverij Drawn and Quarterly Good-Bye, hun derde deel van werk van Yoshihiro Tatsumi. Een aantal werken uit deze editie verschenen oorspronkelijk in Garo. In 2010 kwam een Engelse versie van de anthologie AX uit. Deze werd gepubliceerd door Top Shelf onder de titel AX:alternative manga en uitgegeven door Sean Michael Wilson en voormalig Garo-redacteur Mitsuhiro Asakawa. Deze uitgave bevatte verscheidene mangaka die in de latere jaren van Garo gepubliceerd werden. Het boek kreeg positieve recensies.

## Mangaka geassocieerd metGaro
- Takashi Nemoto
- Susumu Katsumata
- Oji Suzuki
- Masumura Hiroshi
- Carol Shimoda
- Hinako Sugiura
- Muddy Wehara
- Murasaki Yamada
- Sanpei Shirato
- Shoichi Sakurai
- Tadao Tsuge
- Suehiro Maruo
- Kiriko Nananan
- Suzy Amekane
- Shungicu Uchida
- Seiichi Hayashi
- Shigeru Tamura
- King Terry
- Yoshiharu Tsuge
- Yoshikazu Ebisu
- Yoshihiro Tatsumi
- Nekojiru
- Shinichi Abe
- Usamaru Furuya